# Was ist mit Bob?
Was ist mit Bob? ist der Titel einer US-amerikanischen Filmkomödie aus dem Jahr 1991.

## Handlung
Der New Yorker Psychiater Dr. Leo Marvin glaubt sich an der Spitze des Erfolges angekommen. Sein neues Buch „Babyschritte“ ist ein Bestseller, und die Fernsehsendung „Guten Morgen Amerika“ will zu einem Live-Interview in sein Urlaubsdomizil in Lake Winnipesaukee kommen.
Kurz vor der Abreise taucht der multiphobische Neurotiker Bob Wiley (Bill Murray) in seiner Praxis auf. Um ihn schnell wieder abzuwimmeln, drückt Leo ihm einfach sein neues Buch in die Hand und bricht in den Urlaub auf.
Doch Bob glaubt, in Dr. Marvin endlich die Erlösung von seinen Qualen gefunden zu haben, und reist ihm in den Urlaub nach. Was immer Dr. Marvin auch anstellt, Bob lässt sich einfach nicht mehr abschütteln. Im Gegenteil: Mehr und mehr ist Leos Familie von dem originellen Gast begeistert. Der Arzt muss Bob sogar mit seinem Sohn Sigmund in einem Zimmer übernachten lassen und ihm zähneknirschend seinen Pyjama leihen.
Als Bob auch noch das Live-Interview mit „Guten Morgen Amerika“ an sich reißt, ist Leo kurz davor durchzudrehen. Er lässt Bob in die Nervenklinik einer alten Kollegin einweisen. Doch auch dort sind alle von Bob begeistert, und Leo muss ihn wieder abholen. Der verzweifelte Arzt wird nun selbst zunehmend psychotisch.
Auf Leos Geburtstagsfeier bahnt sich sichtbar eine Beziehung zwischen Bob und Leos innig geliebter Schwester Lily an. Leo sieht daraufhin nur noch den Ausweg, Bob umzubringen, um ihn endlich loszuwerden. Er bricht in ein Waffengeschäft ein, fesselt Bob im Wald mit zwei Taschen voll Schwarzpulver und einem Zeitzünder und erklärt ihm, dies sei eine ausgeklügelte Behandlung: die „Todestherapie“. Bob befreit sich jedoch und stellt die Taschen nichtsahnend in Dr. Marvins Haus ab. Als sich die Familie und Bob kurz darauf im Garten begegnen, fliegt das Haus vor den Augen der Familie in die Luft.
Dr. Marvin ist am Ende. Er landet völlig gebrochen und katatonisch in der Nervenheilanstalt. Erst während der kirchlichen Trauungszeremonie von Bob und Lily kommt er wieder zu sich. Im Nachspann erfährt man, dass Bob wieder zur Schule gegangen und Psychologe geworden ist. Er veröffentlicht den Bestseller „Die Todestherapie“ und wird von Leo wegen der Rechte verklagt.

## Auszeichnungen
Der Film gewann im Jahr 1992 als Beste Komödie den Young Artist Award. Bill Murray wurde 1992 für den MTV Movie Award nominiert. Miles Goodman gewann 1992 den BMI Film Music Award.

## Kritik
„Die im Ausklang versöhnliche Komödie lebt in ihrem Witz vom Gegensatz der Hauptrollen und schöpft die Möglichkeiten des Stoffes genüßlich eskalierend und leicht boshaft aus.“

## Hintergründe
Die Dreharbeiten fanden am Smith Mountain Lake in Virginia, in New York City und in einer Kirche in Los Angeles statt. Er spielte in den Kinos der USA ca. 63,7 Millionen US-Dollar ein.
2019 sprach der Dr. Leo Marvin-Darsteller Richard Dreyfuss in einem Interview über die Feindseligkeiten zwischen ihm und Bob-Darsteller Bill Murray während der Dreharbeiten. Seinen Angaben zufolge habe Murray ihn im betrunkenen Zustand verbal gedemütigt und mit einem Aschenbecher nach ihm geworfen, ihn dabei aber verfehlt.